# Museu de Arte Pré-colombiana e Indígena
O Museu de Arte Pré-colombiana e Indígena (MAPI) (em espanhol: Museo de Arte Precolombino e Indígena) está localizado na Rua 25 de Mayo, Ciudad Vieja, em Montevidéu, Uruguai. Possui um valioso acervo arqueológico e etnográfico dos povos originários da América. Exibe, preserva e conserva expressões culturais de crenças e tecnologia destes povos.

## Salas
- Sala permanente, térreo. Memórias ancestrais, arte e arqueologia do Uruguai.
- Sala permanente, térreo. Arte pré-colombiana.
- Exposição temporária: A Morte Ilustrada. Exposição de gravuras de José Guadalupe Posada.
- Sala de fotografia, primeiro andar. Mercado. Reportagem fotográfica. Nancy Urrutia
- Livraria e loja, térreo. Publicações próprias especializadas, cartazes, postais, artesanatos.

## História
O edifício foi projetado por Emilio Reus no final do século XIX, declarado Monumento Histórico Nacional em 1986, de arquitetura eclética.
Organiza importantes exposições anuais de arte pré-colombiana, arte moderna, fotografia, etc. Ao longo do ano, o museu organiza diversas atividades vinculadas às exposições e a temas do museu (conferências, workshops e seminários, espaço para a divulgação, o diálogo e o intercâmbio entre especialistas e o público).
O museu tem também uma proposta para instituições educativas e recreativas, de responsabilidade de uma equipe interdisciplinar composta por professores com formação em arqueologia, história, artes visuais, artes plásticas, oficinas e professores. Entre sua proposta pode-se mencionar: visitas guiadas às exposições, workshops de Abordagem à Pré-História, Arte Rupestre, Arqueologia, Cerâmica, Conscientização e expressão. Teatro para crianças "Paso la piedra y no la recibo" por La Rueda Teatro.